# دریدورپ
دریدورپ (به هلندی: Driedorp) یک منطقهٔ مسکونی در هلند است که در نی‌کرک واقع شده‌است.